# Cruztón (San Juan Cancuc)
Cruztón es una localidad del estado mexicano de Chiapas. Es parte del municipio de San Juan Cancuc.

## Demografía
| Gráfica de evolución demográfica |
|                                  |

| Censo | Población |
| ----- | --------- |
| 1990  | 594       |
| 2000  | 630       |
| 2010  | 868       |
| 2020  | 1 101     |